# IC 2439
IC 2439 — галактика типу S0-a (спіральна галактика) у сузір'ї Рак.
Цей об'єкт міститься в оригінальній редакції індексного каталогу.